# Organické sloučeniny železa
Organické sloučeniny železa jsou organokovové sloučeniny obsahující vazby mezi atomy uhlíku a železa. Tyto sloučeniny, například pentakarbonyl železa, nonakarbonyl diželeza a tetrakarbonylželeznatan disodný. Železo může zaujímat oxidační čísla Fe−II až FeVII, nejvyšší zaznamenané v organických sloučeninách je FeIV. I když je železo obecně katalyticky méně aktivní, tak je levnější a šetrnější k životnímu prostředí než ostatní kovy.
Organoželezové sloučeniny mají využití jako ligandy; podobně jako ostatní organokovové sloučeniny upravují vlastnosti ligandů, jako jsou fosfiny, oxid uhelnatý a cyklopentadienyl, lze je ovšem použít i s „tvrdými“ ligandy, jako jsou aminy.

## Sloučeniny s železem v oxidačních číslech 0 a nižších

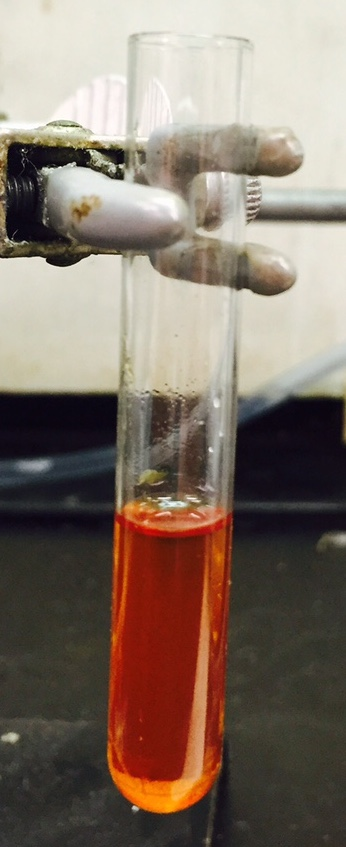
Pentakarbonyl železa

### Karbonyly
K významným karbonylům železa patří tři neutrální binární karbonyly, pentakarbonyl železa, nonakarbonyl diželeza a dodekakarbonyl triželeza. Jeden nebo více karbonylů v těchto sloučeninách lze nahradit řadou jiných ligandů, například alkeny nebo fosfiny.
Tetrakarbonylželeznatan disodný (Na2[Fe(CO)4]), komplex obsahující Fe2−, známý také jako „Collmanovo činidlo“, je možné připravit redukcí pentakarbonylu železa sodíkem. Tuto silně nukleofilní aniontovou sloučeninu lze dále alkylovat a karbonylovat za vzniku acylových derivátů, jež mohou podstoupit protonolýzu na aldehydy:
LiFe(CO)4(C(O)R) + H+ → RCHO (+ sloučeniny železa)
Podobné acyly lze získat reakcemi pentakarbonylu železa s organolithnými sloučeninami:
ArLi + Fe(CO)5 → LiFe(CO)4C(O)R
Karboanion zde atakuje CO ligand. Obdobně lze Collmanovo činidlo použít na přeměnu acylchloridů na aldehydy. Podobných reakcí se také dá dosáhnout s využitím solí [HFe(CO)4]−.

### Sloučeniny alkenů Fe^{0}-CO

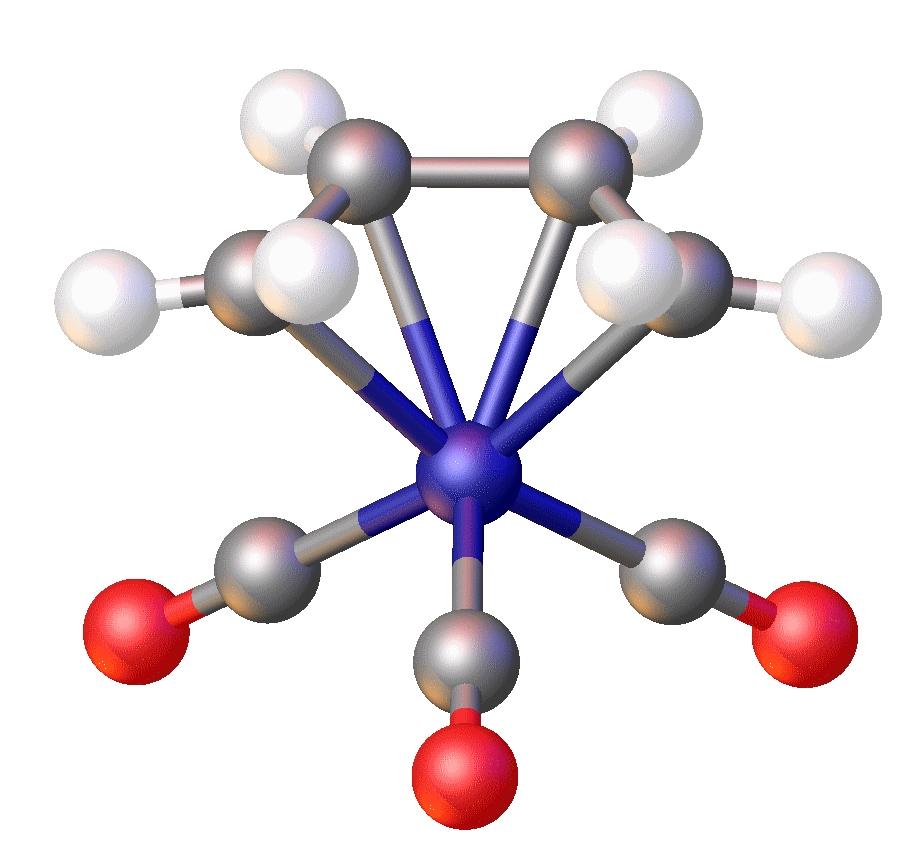
Trikarbonyl (butadien)železa

### Monoalkeny
Pentakarbonyl železa fotochemicky reaguje s alkeny za vzniku komplexů typu Fe(CO)4(alken).

### Dieny s Fe0-CO
Komplexy dienů a železa se obvykle připravují z Fe(CO)5 nebo Fe2(CO)9. Příslušné deriváty jsou známy od jednoduchých dienů, jako jsou cyklohexadien, norbornadien a cyklooktadien, ale i od cyklobutadienu lze vytvoří stabilizované sloučeniny. U komplexů buta-1,3-dienu má dien koinformaci cis. Karbonyly železa mohou být využity jako chránicí skupiny pro dieny, jež brání jejich hydrogenacím a Dielsovým–Alderovým reakcím. Trikarbonyl cyklobutadienželeza se připravuje z 3,4-dichlorcyklobutenu a Fe2(CO)9.
Cyclohexadieny, mnohdy získané Birchovou redukcí aromatickým sloučenin, vytváří komplexy typu (dien)Fe(CO)3. Afinita Fe(CO)3 ke konjugovaným dienům se projevuje v schopnosti karbonylů železa katalyzovat izomerizace cyklookta-1,5-dienu na cyklookta-1,3-dien. Z komplexů cyklookadienů mohou být odstraněny hydridové skupiny za vzniku cyklohexadienylových kationtů, na které se poté adují nukleofily. Odštěpením vodíků z cyclohexadienových komplexů Fe0 se tvoří sloučeniny Fe2+.
Enonový komplex trikarbonyl (benzylidenaceton)železa slouží jako zdroj Fe(CO)3 jednotek při přípravách dalších derivátů. Využití má podobné jako Fe2(CO)9.

### Tri- a polyenové komplexy Fe^{0}

Bis(cyklooktatetraen)železo, příklad komplexu Fe^{0} neobsahujícího CO ligandy

### Alkyny s Fe0-CO
I alkyny vytvářejí komplexy s karbonyly železa, jako například ferroly (Fe2(C4R4)(CO)6), (p-1,4-benzochinon)Fe(CO)3, (cyklobutadien)Fe(CO)3 a mnoho dalších.

### Tri- a polyenové komplexy Fe0
Stabilní komplexy se železem, s CO ligandy i bez nich, jsou známy od mnoha polynenasycených uhlovodíků, jako jsou cykloheptatrien, azulen a bulvalen. Od cyklooktatetraenu (COT) jsou například známy deriváty Fe(COT)2, Fe3(COT)3 a několik smíšených karbonylů (například Fe(COT)(CO)3 a Fe2(COT)(CO)6).

## FeIa FeII
Protože je oxidační číslo +2 u železa běžné, tak je znám i velký počet odpovídajících sloučenin. Sloučeniny FeI často obsahují vazby Fe-Fe, i když zde existují výjimky, jako například [Fe(antracen)2]−.

### Ferrocen a jeho deriváty
Rychlý rozvoj organokovové chemie ve 20. století nastal s objevem ferrocenu, značně stálé sloučeniny, která předznamenala řadu dalších sendvičových sloučenin. Ferrocen se získává reakcí cyklopentadienidu sodného s chloridem železnatým:
2 NaC5H5 + FeCl2 → Fe(C5H5)2 + 2 NaCl
Ferrocen vykazuje na cyklopentadienylových ligandech různorodou reaktivitu, například Friedelovy–Craftsovy reakce a lithace. Některé elektrofilní funkcionalizace ovšem začínají atakem na Fe centru za tvorby meziproduktů se vzorcem [Cp2Fe–Z]+ (které obsahují železo v oxidačním čísle +4). Jako příklad lze uvést reakci HF:PF5 a Hg(OTFA)2, při které vznikají izolovatelné nebo spektroskopicky pozorovatelné komplexy [Cp2Fe–H]+PF6– a Cp2Fe+–Hg–(OTFA)2.
Na zvláštnost struktury ferrocenu ukazuje také oblíbenost ligandů jako je 1,1'-bis(difenylfosfino)ferrocen, užitečbých v katalýze. Reakcí ferrocenu s chloridem hlinitým a benzenem se vytváří kation [CpFe(C6H6)]+. Oxidací ferrocenu vzniká modrý 17elektronový ferroceniový kation. Jako vysoce substituované ligandy mohou být též použity deriváty fullerenů .

### Fp2, Fp−, Fp+a jejich deriváty
Fe(CO)5 reaguje s cyklopentadienem za vzniku dvojjaderné sloučeniny FeI nazývané dimer dikarbonylu cyklopentadienylželeza ([FeCp(CO)2]2), zkráceně Fp2. Pyrolýzou Fp2 vzniká [FeCp(CO)]4.
Stericky silně zatížené substituované cyklopentadienyly lze izolovat v monomerní formě, díky tomu byla například stanovena struktura Cpi-PrFe(CO)2 (Cpi-Pr = i-Pr5C5).
Redukcí Fp2 sodíkem vzniká NaFp, silný nukleofil a prekurzor řady sloučenin typu CpFe(CO)2R.
Sloučenina [FpCH2S(CH3)2]+ se používá při cyklopropanacích. Komplex Cp(CO2)Fe+(η2-vinylether]+ obsahuje maskovaný vinylový kation.
Sloučeniny Fp-R jsou prochirální a byly použity na přípravu chirálních molekul CpFe(PPh3)(CO)acyl.

### Alkylové, allylové a arylové sloučeniny
Jednoduché peralkylové a perarylové komplexy jsou méně běžné než komplexy Cp a CO; příkladem sloučeniny může být tetramesityldiželezo.

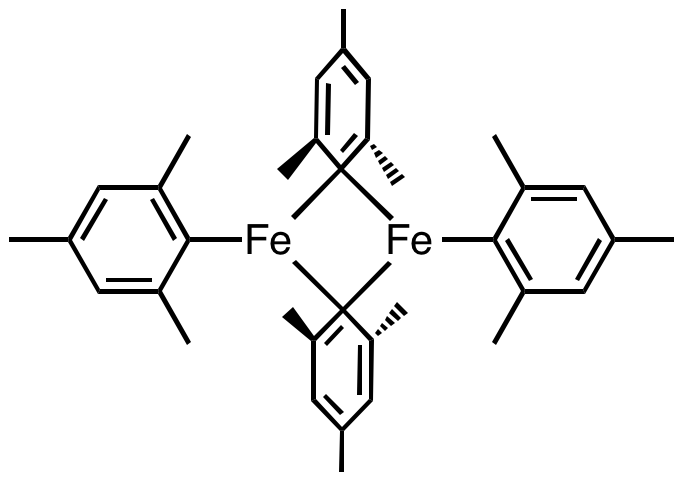
Tetramesityldiželezo jako příklad neutrálního perorganokomplexu železa

Sloučeniny typu [(η3-allyl)Fe(CO)4]+X− mají využití při allylových substitucích. Sloučeniny popsatelné obecným vzorcem [(η5-C5H5)Fe(CO)2(CH2CH=CHR)] se vyznačují η1-allylovými skupinami a jsou podobné allylovým sloučeninám prvků hlavní skupiny (M je například B, Si nebo Sn) a reagují s uhlíkatými elektrofily za tvorby produktů allylací s SE2′ selekivitou. Obdobně mají dikarbonylové komplexy allenyl(cyklopentadienyl)železa vlastnosti podobné allenylkovovým sloučeninám.

### Sirné a fosforové deriváty
Komplexy druhu Fe2(SR)2(CO)6 a Fe2(PR2)2(CO)6 se připravují reakcemi thiolů či sekundárních fosfinů s karbonyly železa. Thioláty lze také získat z tetraedranu Fe2S2(CO)6.

## Fe3+
Některé organoželezité sloučeniny je možné připravit oxidacemi příslušných sloučenin železnatých., jako příklad může být použito ferrocenium [(C5H5)2Fe]+. Je znám velký počet organoželezitých komplexů porfyrinů.

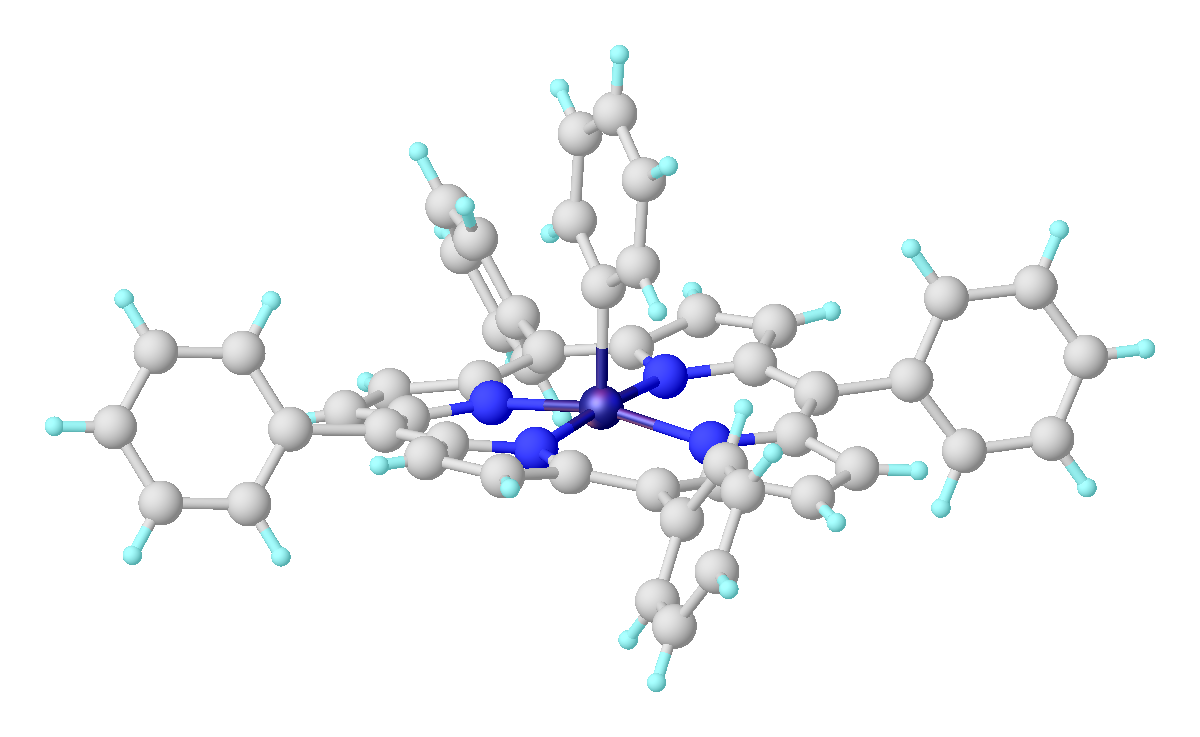
Struktura Fe(tetrafenylporfyrin)C_{6}H_{5}.

## Fe^{4+}

Fe(4-norbornyl)_{4}, příklad nízkospinového tetraedrického komplexu

## Fe4+
V komplexu Fe(norbornyl)4 je čtyřmocné železo stabilizováno alkylovým ligandem odolným vůči beta-hydridové eliminaci.
FeCy4, který je náchylný k beta-hydridové eliminaci, ovšem také byl izolován a krystalograficky prozkoumán, neboť je stabilní při –20 °C. Jeho neočekávaná stálost se připisuje stabilizačním disperzním silám a konformačním efektům, v jejichž důsledku je beta-hydridová eliminace nevýhodná.
Dvoulelektronovou oxidací dekamethylferrocenu vzniká dikation [Fe(C5Me5)2]2+, který vy\tváří karbonylový komplex se vzorcem [Fe(C5Me5)2(CO)](SbF6)2.

## Použití

### V organické syntéze a v katalýze
V průmyslové katalýze se komplexy železa používají méně často než sloučeniny organické sloučeniny kobaltu a niklu. Vzhledem k nízkým nákladům a malé toxicitě jsou sloučeniny železa oblíbenými stechiometrickými reaktanty.
K oblastem jejich využití patří:
- Hydrogenace a redukce, například katalyzátor nazývaný Knölkerův komplex.
- Křížová párování, kde sloučeniny jako je Fe(acac)3 katalyzují reakce Grignardových činidel s aryl-, alkenyl- nebo acyl halogenidy. V podobném Kumadově párování se používají katalyzátory založené na palladiu a niklu.
- Komplexy odvozené od Schiffových zásad jsou aktivními katalyzátory polymerizací alkenů.[29]

## Biochemie
V rámci bioorganokovové chemie organické sloučeniny železa fungují jako aktivní místa několika enzymů, tří hydrogenáz a dehydrogenázy oxidu uhelnatého.